# Grant Langston
Grant Langston   (Durban, 17 de juny de 1982) és un ex-pilot de motocròs sud-africà, Campió del Món de 125cc amb KTM l'any 2000. L'any 2023 fou incorporat a l'AMA Motorcycle Hall of Fame.

## Trajectòria esportiva
Langston debutà al Mundial el 1998 i en qüestió de dos anys ja havia guanyat el seu títol de Campió del Món. El 2001 es va traslladar als EUA per tal de competir al Campionat AMA de motocròs, guanyant-ne el títol outdoor el 2003 a la categoria de 125cc. Aquell any va guanyar també el Campionat AMA de Supermoto. Els anys 2005 i 2006 guanyà també el Campionat AMA de supercross en la mateixa cilindrada. El 2007 tornà a guanyar el Campionat AMA outdoor, aquest cop a la categoria MX (450cc) com a pilot oficial de Yamaha.

## Palmarès al campionat del món
| Any  | Motocicleta | 125cc |
| ---- | ----------- | ----- |
| 1998 | Kawasaki    | 35è   |
| 1999 | KTM         | 10è   |
| 2000 | KTM         | 1r    |

## Resultats per any als campionats AMA
(Llegenda)
| Any Campionat | Rda 1 | Rda 2 | Rda 3 | Rda 4 | Rda 5 | Rda 6 | Rda 7 | Rda 8 | Rda 9 | Rda 10 | Rda 11 | Rda 12 | Rda 13 | Rda 14 | Rda 15 | Rda 16 | Posició mitjana | % Podis | Posició |
| ------------- | ----- | ----- | ----- | ----- | ----- | ----- | ----- | ----- | ----- | ------ | ------ | ------ | ------ | ------ | ------ | ------ | --------------- | ------- | ------- |
| 2001 125 MX   | 1     | 1     | 4     | 6     | OUT   | 3     | 1     | 6     | 2     | 1      | 1      | 9      | -      | -      | -      | -      | 3,18            | 64%     | 2n      |
| 2003 125 MX   | 2     | 5     | 4     | 11    | 2     | 4     | 2     | 5     | 5     | 5      | 4      | -      | -      | -      | -      | -      | 4,45            | 27%     | 1r      |
| 2005 125 SX-E | -     | -     | -     | -     | -     | 2     | -     | 1     | 1     | 15     | 2      | 1      | 4      | -      | -      | 2      | 3,50            | 75%     | 1r      |
| 2006 250 SX-W | 4     | 3     | 1     | 15    | 1     | 2     | -     | -     | -     | -      | -      | -      | -      | 3      | 1      | OUT    | 3,75            | 75%     | 1r      |
| 2007 450 MX   | 5     | 6     | 3     | 7     | 6     | 7     | 10    | 2     | 2     | 1      | 1      | 1      | -      | -      | -      | -      | 4,25            | 50%     | 1r      |